# The Naked Civil Servant
The Naked Civil Servant é a autobiografia, de 1968, do genial[parcial?] ícone homossexual Quentin Crisp, adaptado num filme de 1975 com o mesmo nome, protagonizado por John Hurt. 
O livro começa em 1964, com uma entrevista de rádio, com Crisp conduzido pelo seu amigo e colega excêntrico Philip O'Connor. Um director na Jonathan Cape ouviu a entrevista e patrocinou a publicação. Tendo vendido apenas 3500 cópias quando foi lançado na primeira vez, o livro tornou-se um sucesso na sua reedição seguido de um filme em televisão.
O livro contém várias piadas sobre a vida de Crisp desde a infância até meia idade, incluindo problemas que enfrentou por se recusar a esconder a sua homossexualidade e estilo de vida exibicionista durante o tempo em que tal comportamento era criminalizado em Inglaterra. Crisp também fala dos seus vários trabalhos incluindo designer de livros, modelo de nu e prostituto.
O título deriva da ironia de Crisp sobre ser modelo de arte: empregado por escolas, modelos são pagos pelo Departamento da Educação. São essencialmente empregados públicos que estão nus durante as horas de trabalho.